# Фрай-Лауберсгайм
Фрай-Лауберсгайм (нім. Frei-Laubersheim) — громада в Німеччині, розташована в землі Рейнланд-Пфальц. Входить до складу району Бад-Кройцнах. Складова частина об'єднання громад Бад-Кройцнах.
Площа — 9,88 км2. Населення становить 1041 ос. (станом на 31 грудня 2020).

## Галерея

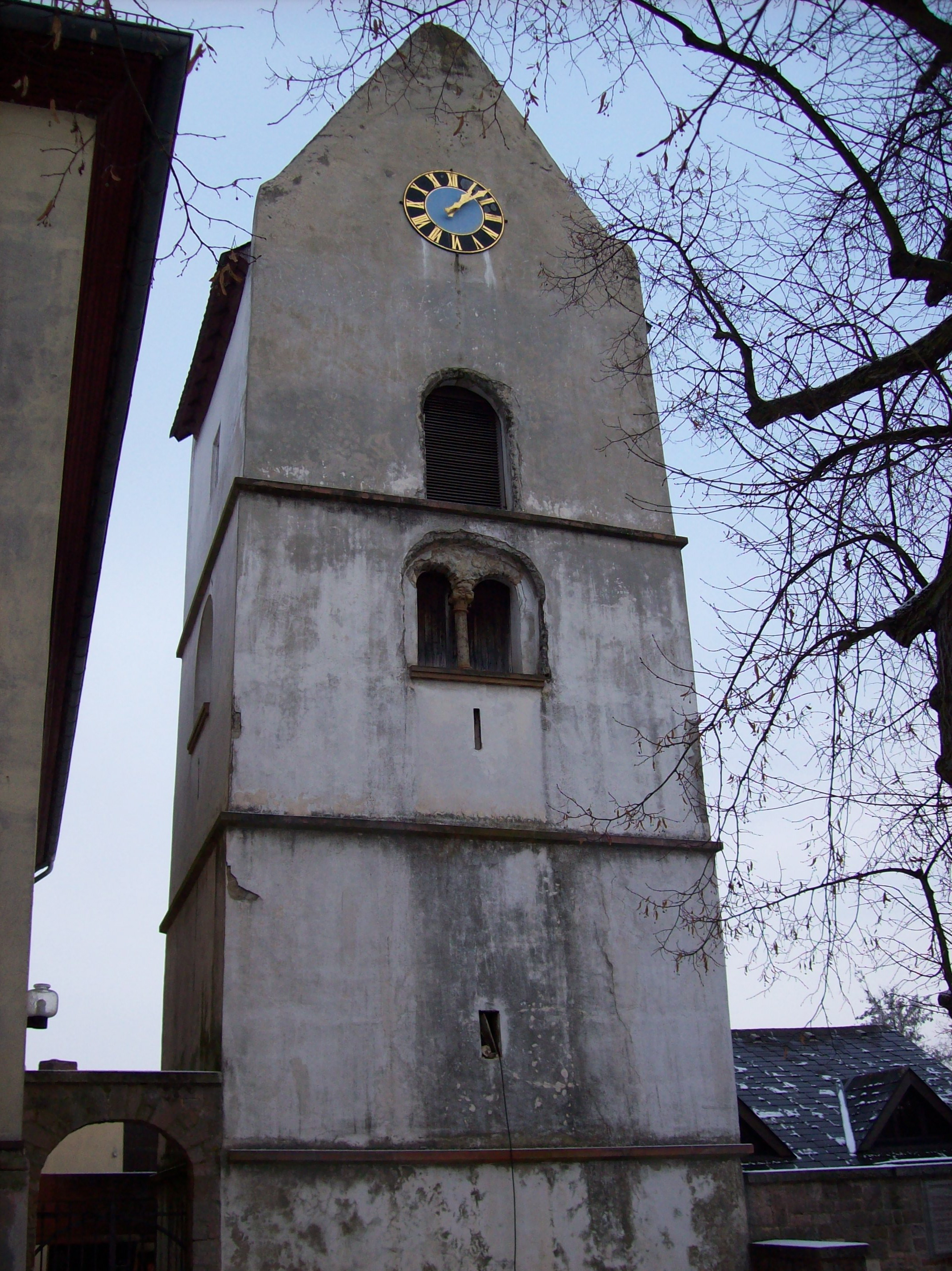
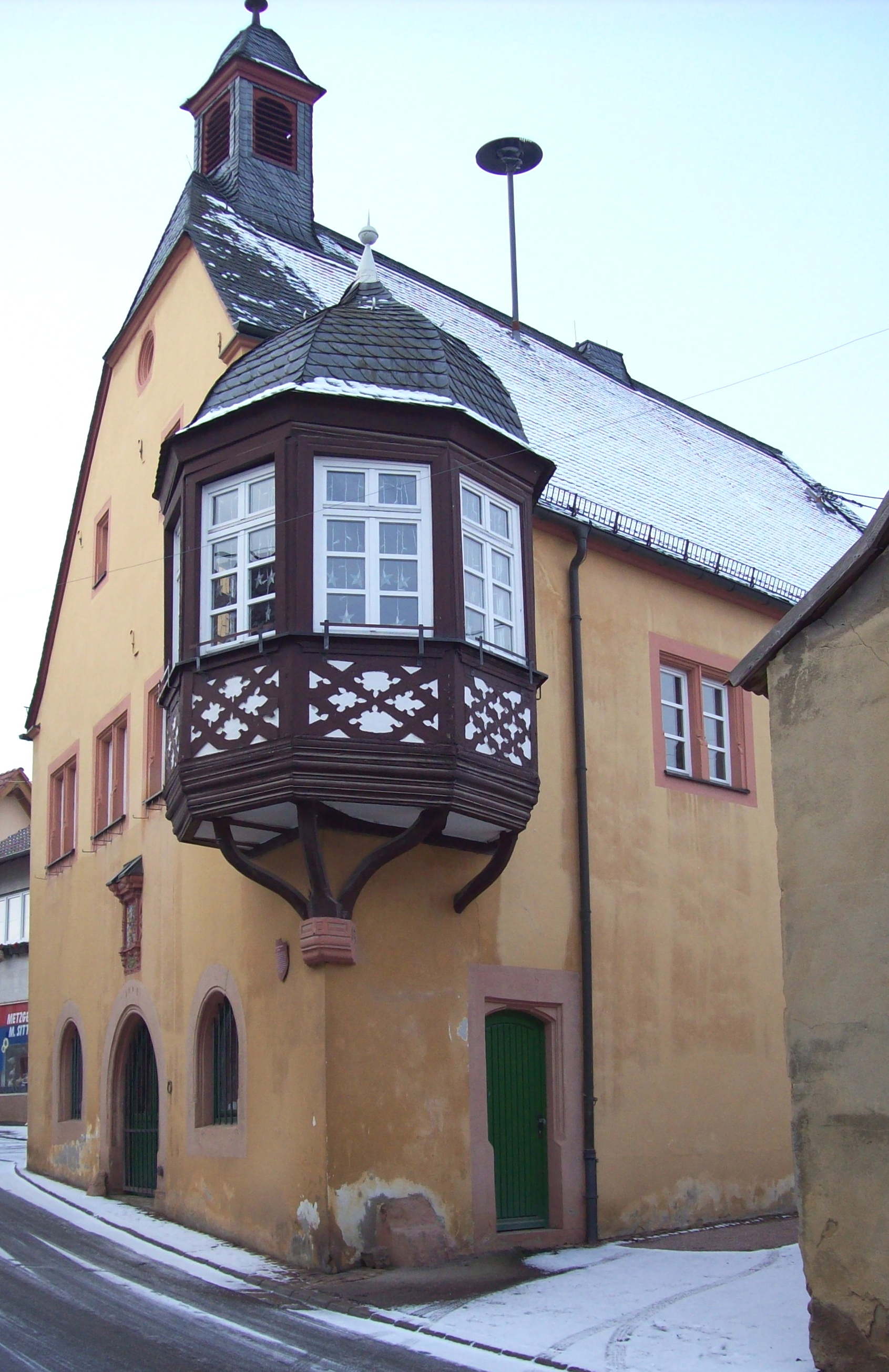